# Place Édith Piaf
Koordinaten: 48° 52′ N, 2° 24′ O
Der nach der berühmten französischen Sängerin Édith Giovanna Gassion (Künstlername Édith Piaf) benannte Platz, die Place Édith Piaf, liegt im Quartier Saint-Fargeau im 20. Arrondissement von Paris.

## Lage
Der Platz liegt in einem Dreieck, das die Straßen Rue Belgrand, Rue du Capitaine-Ferber und Rue de la Py bilden.
Hier gibt es einen Zugang zur Métro-Station Porte de Bagnolet der Linie  .

## Geschichte
Die von der Rue Belgrad abzweigenden Straßen bilden ein Dreieck, das per städtischem Erlass vom 30. August 1978 den Namen der Sängerin erhielt. Die Einweihung des Platzes fand zu ihrem 40. Todestag (11. Oktober 2003) statt und wurde vom damaligen Pariser Bürgermeister, Bertrand Delanoë, vorgenommen.
Durch die Neugestaltung des Areals wird mehr Platz für Fußgänger geschaffen, und Bodenunebenheiten werden durch Stufen ausgeglichen. Ein Wallace-Brunnen mit einer Gedenktafel steht an dem Platz. Anlässlich der Einweihung wurde auch eine Statue der Künstlerin (von Lisbeth Delisle) enthüllt.